# إليو ديت لياويت
إليو ديت لياويت (بالفرنسية: Éleu-dit-Leauwette)‏ هي بلدية تقع في إقليم باد كاليه من منطقة نور با دو كاليه في شمال فرنسا. تبلغ مساحة هذه المدينة 1.17 (كم²)، وترتفع عن سطح البحر 44 م، يبلغ عدد سكانها 3135 نسمة حسب إحصاء المعهد الوطني للإحصاء والدراسات الاقتصادية سنة 2009 م. وترأس Bernard Pruneau البلدية خلال فترة (2008-2014).